# De Plaats (Montfoort)
De Plaats is een plein in de Nederlandse plaats Montfoort. Het plein behoort tot de oudste straten van de binnenstad en wordt al in 1403 vermeld.

## Beschrijving
De naam is afgeleid van plaats, wat een gebruikelijke aanduiding is voor een plein. Er komen vijf straten uit op het plein: Keizerstraat, Havenstraat, Vrouwenhuisstraat, Mannenhuisstraat en Om 't Hof. Het plein dient als doorgaande weg en parkeerplaats.
Vroeger werden hier halfjaarlijks paarden- en beestenmarkten gehouden. Bij de Waterpoort was er een waterverbinding met de Hollandse IJssel waarmee De plaats via een gracht in de Havenstraat was verbonden. Op de eerste zondag van september begon de jaarlijkse kermis op De Plaats. Tegenwoordig is er nog altijd een wekelijkse reguliere markt op het plein.

## Bouwwerken
Opvallend is de steen op de hoek van het pand De Plaats 1 die met een ketting aan de muur is bevestigd en doet denken aan De Gesloten Steen in het nabijgelegen Utrecht. Waarschijnlijk betreft het hier een schampsteen. Aan het plein staan enkele bouwwerken die van historisch belang zijn en daarom zijn opgenomen in het Monumenten Inventarisatie Project (MIP). Geen van de panden is overigens vóór 1900 gebouwd. Alle oudere panden zijn afgebroken en vervangen door nieuwe bebouwing.
De Plaats 2 is gewaardeerd met één ster en daarmee van lokaal historisch belang. In 1903 werd het huidige pand gebouwd op de plaats waar eerst een werkplaats stond. In 1917 werd het pand verder verbouwd tot woonhuis.
De Plaats 3 is een diep, eenbeukig huis dat in 1909 gebouwd is. Het is van regionaal historisch belang volgens het MIP en was tot 1921 de ambtswoning van de Montfoortse burgemeesters.
De Plaats 4 is in 1904 ontworpen door architect Kruijf die ook het Ooglijdersgasthuis in Utrecht heeft ontworpen. Hij kreeg deze opdracht van de kerkeraad van de Nederlands Hervormde gemeente. Het btreft hier een onderwijzerswoning waarvan de bouw in 1905 werd gestart. De rechterzijde van de verdieping werd pas in 1927 toegevoegd. Het pand is van lokaal historisch belang.
In 1901 werd De Plaats 5 gebouwd als vervanging van een ouder woonhuis op deze plek.
Het dubbele woonhuis op nummers 6 en 7 heeft een 19e-eeuwse kern, maar heeft in het begin van 1900 enkele veranderingen ondergaan. De indeling van beide huizen is in spiegelbeeld uitgevoerd. Nummer 6 heeft in 1917 een nieuwe winkelpui gekregen.

## Afbeeldingen

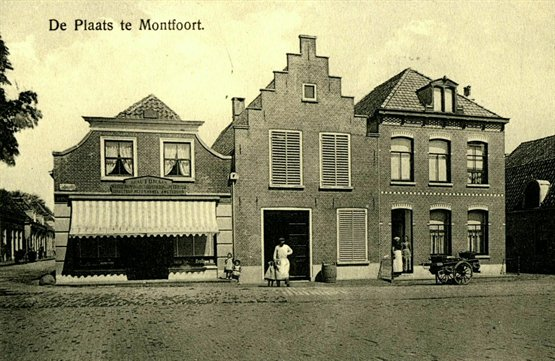
De Plaats 1, 2 en 3 in 1915
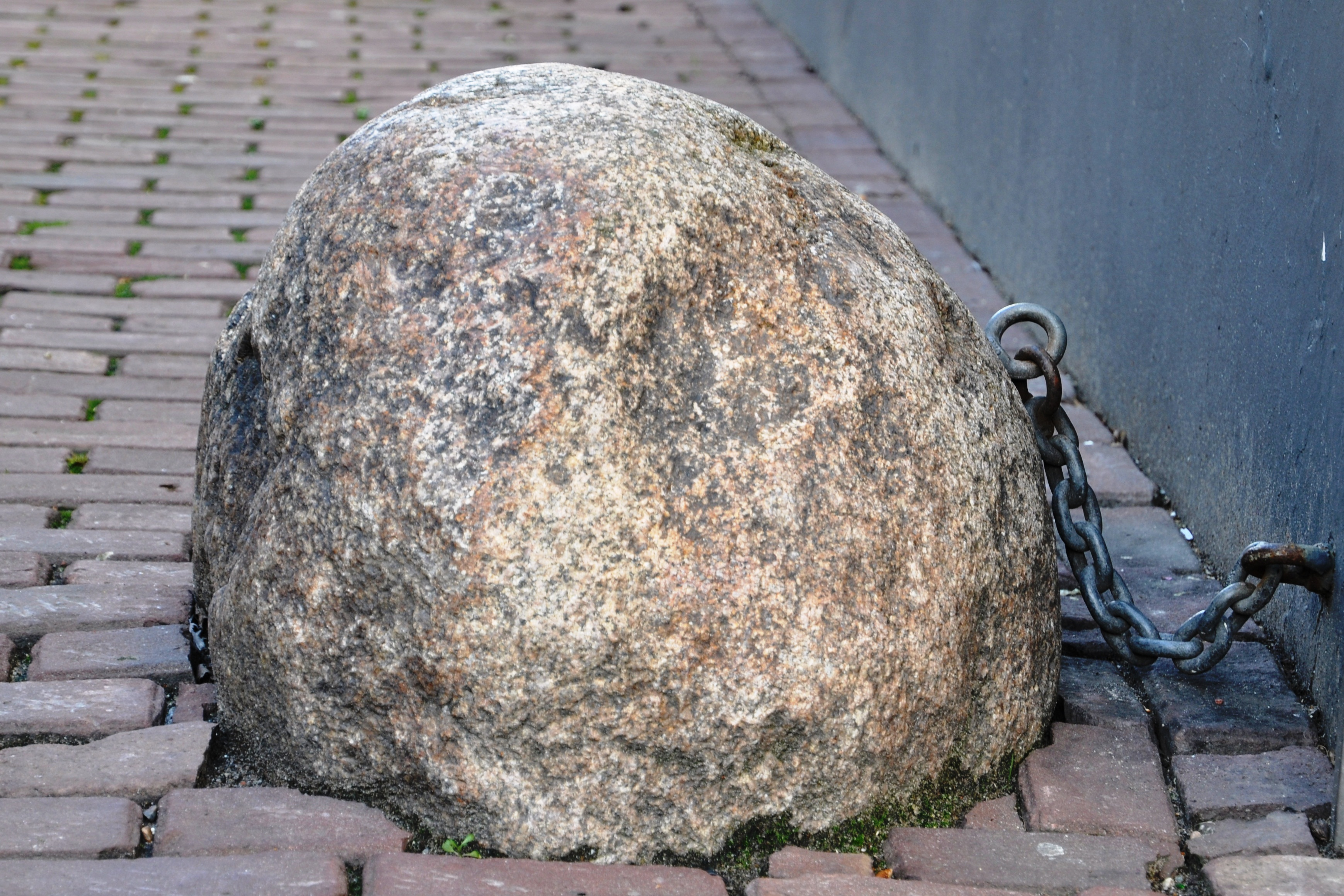
Schampsteen naast De Plaats 1
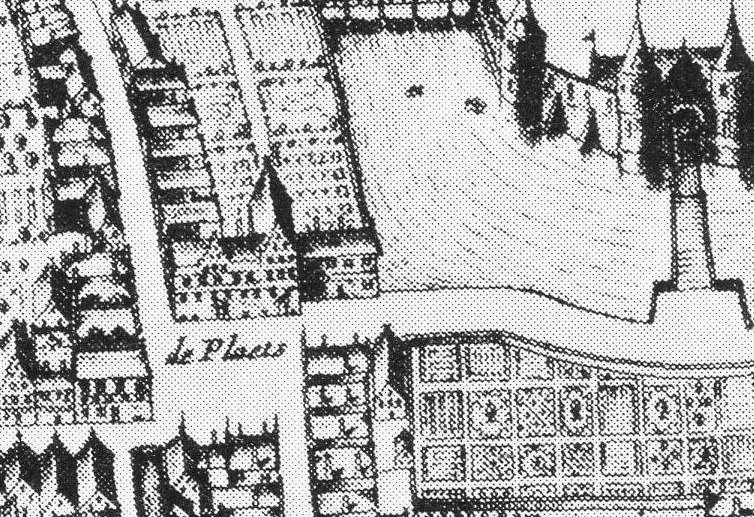
De Plaats op een stadsplattegrond uit 1649
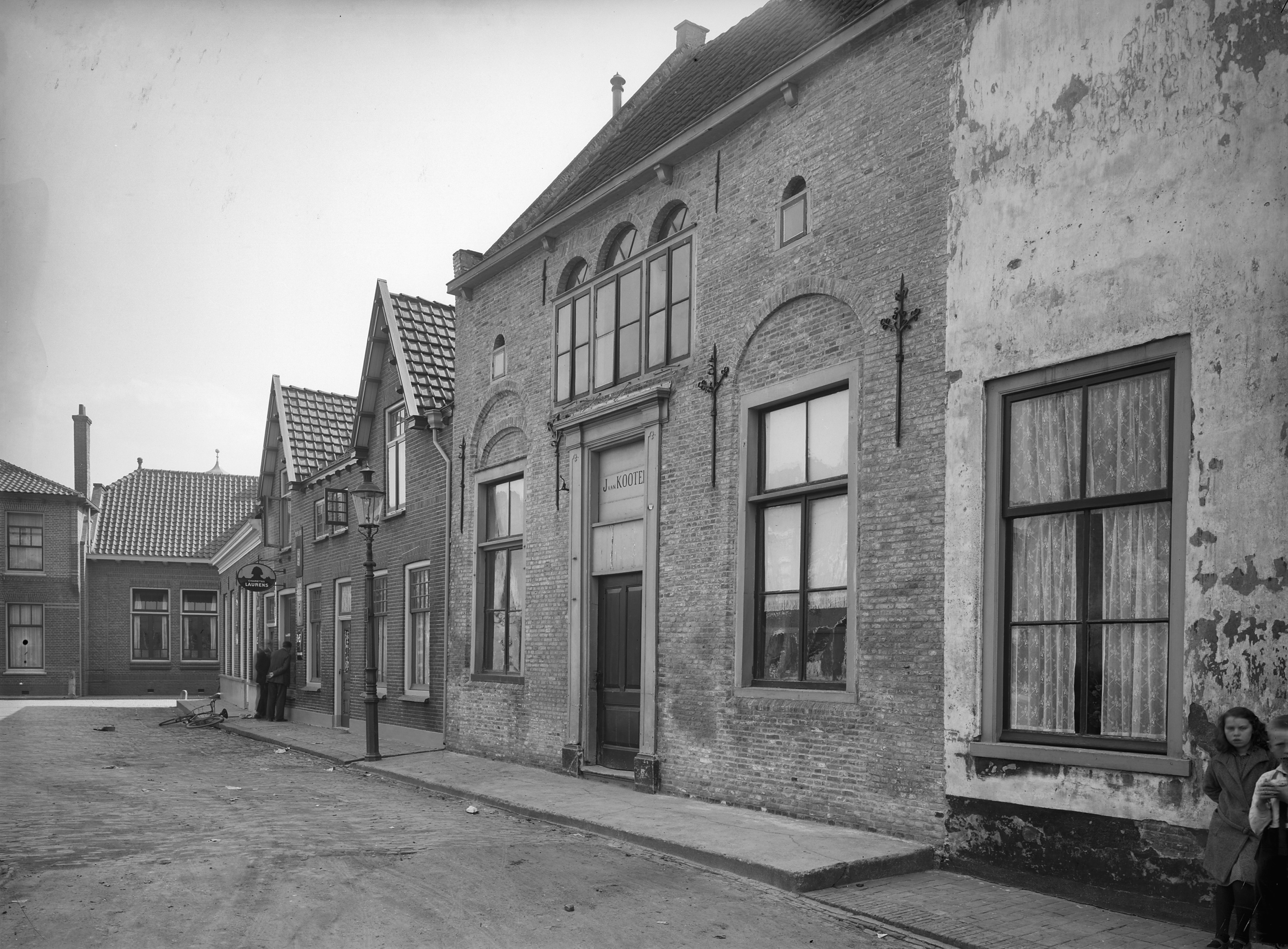
Het inmiddels afgebroken Huis Kooten

Achterstraat ·
Blindeweg ·
Bovenkerkweg ·
De Plaats ·
Doeldijk ·
Havenstraat ·
Heeswijkerpoort ·
Heilig Levenstraat ·
Hofdijk ·
Hofstraat ·
Hoogstraat ·
Julianalaan ·
Keizerstraat ·
Lieve Vrouwegracht ·
Lindeboomsweg ·
Mannenhuisstraat ·
Mastwijkerdijk ·
Molenstraat ·
Om 't Hof · 
Om 't Wedde · 
Onder de Boompjes ·
Oude Boomgaard ·
Schoolstraat  ·
Slotlaan ·
Vrouwenhuisstraat ·
Waardsedijk ·
Waterpoort ·
Willeskopperpoort ·
IJsselplein ·
IJsselkade ·
IJsselveld